# 川根町笹間上
川根町笹間上（かわねちょうささまかみ）は静岡県島田市の大字。

## 地理
島田市の北部、川根地区の北東部に位置する。東で静岡市葵区黒俣及び藤枝市瀬戸ノ谷、西で榛原郡川根本町壱町河内・下泉・文沢、南で笹間下・川根町笹間下、北で榛原郡川根本町元藤川と接する。

### 河川
- 笹間川

### 字一覧
- 粟原（あおばら）
- 石上（いしがみ）
- 出本（いずもと）
- 臼平（うすだいら）
- 日掛（ひかけ）
- 久野（ひさの）
- 二俣（ふたまた）

## 歴史

### 沿革
- 1876年（明治9年） - 志太郡笹間村が笹間上村と同郡笹間下村に分かれる。
- 1889年（明治22年）4月1日 - 町村制の施行により、笹間上村が笹間下村と合併する。再度、志太郡笹間村となる[WEB 6]。旧村名は笹間村の大字として残る[WEB 7]。
- 1955年（昭和30年）
  - 2月26日 – 笹間村が榛原郡下川根村に編入される。
  - 4月1日 – 町制施行を行い、川根町となる。
- 2008年（平成20年）4月1日 – 川根町が島田市に編入される。住所表記が島田市川根町笹間上に変更となる。

## 施設
- 島田市山村都市交流センターささま
- 笹間郵便局

## 交通

### バス
- 島田市コミュニティバス笹間渡笹間線：（家山駅前 方面 - ）出本 - 和井中 - 下村 - 西久保 - 粟原下 - 粟原 - 下二俣 - 中の瀬 - 篠上公民館前 - 上二俣 - 久野 - 日掛

### 道路
- 静岡県道63号藤枝天竜線

## その他

### 学区
小学校・中学校の学区は以下の通りである。
| 番・番地等 | 小学校             | 中学校             |
| ---------- | ------------------ | ------------------ |
| 全域       | 島田市立川根小学校 | 島田市立川根中学校 |

### 警察
警察の管轄区域は以下の通りである。
| 番・番地等 | 警察署     | 交番・駐在所     |
| ---------- | ---------- | ---------------- |
| 全域       | 島田警察署 | 地名警察官駐在所 |

### WEB
1. ↑  “h02_22.csv”.   総務省 (2022年2月10日). 2025年7月16日閲覧。
2. ↑  “静岡県島田市 (222099050)”.   人文学オープンデータ共同利用センター. 2025年7月16日閲覧。
3. ↑  “静岡県 > 島田市の郵便番号一覧 - 日本郵便株式会社”. 2025年7月16日閲覧。
4. ↑  “市外局番の一覧”.   総務省 (2022年3月1日). 2025年7月16日閲覧。
5. ↑  “事業所案内及び管轄地域（事務所3件、分室3件）”.   一般社団法人静岡県自動車会議所. 2025年7月16日閲覧。
6. ↑  “historyofcities.pdf”.   静岡県総務部合併推進室・財団法人静岡県市町村振興協会. 2025年7月16日閲覧。
7. ↑  “解説ページ”.   株式会社エア. 2025年7月16日閲覧。
8. ↑  “学区一覧 - 島田市公式ホームページ”.   島田市 (2024年4月1日). 2025年7月16日閲覧。
9. ↑  “地名駐在所｜静岡県警察”.   静岡県警察 (2023年7月18日). 2025年7月16日閲覧。